# Wardanes I
Wardanes I (pers. ‏وردان یکم‎; zm. 46 n.e.) – król Partów z dynastii Arsacydów panujący w latach 40–46 n.e.
Wardanes był synem Artabanusa II króla Partów, który pochodził z linii Arsacydów, mającej oparcie w Medii Atropatene. Objął tron po śmierci ojca, ale musiał walczyć z opozycją magnatów, którzy poparli Gotarzesa II, adoptowanego syna Artabanusa II, mającego oparcie w Hyrkanii i wśród Dahów. Wardanes uciekł do Medii Atropatene.

## Wojna z Gotarzesem II
Po objęciu władzy Gotarzes zabił swego brata Atrabanusa (zapewne chodzi o syna Artabanusa II, który stanowił zagrożenie dla rządów Gotarzesa) i jego żonę wraz z dziećmi. Jednakże przeciwko jego rządom również wystąpiła silna opozycja wpływowych rodów partyjskich, które wezwały Wardanesa do Seleucji nad Tygrysem. Błyskawiczne przybycie Wardanesa do Babilonii zaskoczyło Gotarzesa, który wycofał się na wschód w kierunku Baktrii. Po zdobyciu w 41 n.e. Seleucji nad Tygrysem i stłumieniu buntu jej mieszkańców ciągnącego się od 35 n.e., Wardanes podążył za Gotarzesem, którego wsparły plemiona Hyrkanów i Dahów. Do ostatecznego starcia między przeciwnikami nie doszło, gdyż zawarto porozumienie skierowane przeciwko spiskowcom, którymi mogli być zwolennicy potomków Fraatesa IV. W wyniku ugody doszło do podziału władzy, przy czym Wardanes zachował pozycję dominującą jako król, a Gotarzes pozostał niezależnym władcą w Hyrkanii.

## Utrata Armenii
Osłabienie wojnami domowymi wykorzystali Rzymianie. Nowy cesarz rzymski Klaudiusz, który wstąpił na tron w 41 n.e., uwolnił uwięzionego przez Kaligulę księcia iberyjskiego Mitrydatesa. Wojsko rzymskie i oddziały brata Mitrydatesa, króla Iberów Farasmanesa przełamały opór Demonaksa partyjskiego satrapy Armenii i osadziły Mitrydatesa ponownie na armeńskim tronie pod zwierzchnictwem rzymskim.
Po ugodzie z Gotarzesem i stłumieniu buntu Seleucji nad Tygrysem Wardanes zajął się pacyfikacją buntów wśród satrapów. Planował też odzyskać Armenię, lecz groźba wojny z Rzymem ze strony namiestnika Syrii Gajusza Wibiusza Marsusa oraz odmowa współdziałania Izatesa władcy Adiabene, spowodowały, że plan nie został zrealizowany.

## Drugie starcie z Gotarzesem II i śmierć
Konflikt między braćmi wybuchł na nowo w 45 n.e., gdy Wardanes zaatakował Gotarzesa, który bronił się przez dłuższy czas na linii rzeki Erindes (prawdopodobnie Atrek). Po bitwie nad Erindesem Gotarzes wycofał się na tereny kontrolowane przez Dahów a potem prawdopodobnie dalej do Chorezmu w środkowej Azji. Tacyt opisuje kolejne wielkie zwycięstwo Wardanesa odniesione nad rzeką Sindes, która oddzielała Dahów od Ariów, w rejonie do tej pory niekontrolowanym przez Partów, prawdopodobnie w dolnym odcinku Amu-darii lub Syr-darii, ewentualnie odnogi Amu-darii wpadającej do jeziora Sarykamyskiego. Dzięki temu zwycięstwu zebrał trybut od plemion pierwszy raz podporządkowanych Partom.
Niedługo potem w 46 n.e. Wardanes, będący we "wczesnym" wieku męskim, zginął zamordowany w czasie polowania. Za spiskiem stała najpewniej grupa możnowładców popierających potomków Fraatesa IV, gdyż już w 47 n.e. do Rzymu dotarło poselstwo z prośbą o pomoc w osadzeniu na tronie przebywającego w "Wiecznym Mieście" Meherdatesa, syna Wononesa I i wnuka Fraatesa IV, mimo powrotu do władzy Gotarzesa II, któremu zarzucano "okrutne" rządy, ale nie zabójstwo prawowitego władcy.
Dziesięć lat po śmierci Wardanesa jego syn Wardanes zbuntował się i walczył z Wologazesem I w latach 55–58 n.e.

## Ciekawostki
Według relacji Flawiusza Filostrata z podróży Apolloniosa z Tyany, Wardanes znał dobrze grekę. Natomiast Ammianus Marcellinus podaje, że zbudował Ktezyfont (zapewne odbudował po zniszczeniach w okresie buntu Seleucji nad Tygrysem).

### Źródła
- Ammianus Marcellinus: Dzieje rzymskie. Przełożył, wstępem i przypisami opatrzył Ignacy Lewandowski. T. I. Warszawa: Prószyński i S-ka,, 2001, seria: Biblioteka Antyczna. ISBN 83-7255-079-4.
- Flawiusz Filostrat: Żywot Apolloniosa z Tyany. Przekład z języka greckiego, wstęp i komentarz Marian Szarmach. Toruń: Wydawnictwo Naukowe Uniwersytetu Mikołaja Kopernika, 2012. ISBN 978-83-231-2860-1.
- Józef Flawiusz: Dawne dzieje Izraela. Z języka greckiego przełożył Zygmunt Kubiak, Jan Radożycki; wstęp Eugeniusz Dąbrowski, Witold Malej; komentarzami opatrzył Jan Radożycki. T. 2. Oficyna Wydawnicza "Rytm", 2001. ISBN 83-88794-46-9.
- Tacyt: Roczniki.

### Opracowania
- Marek Jan Olbrycht: Imperium Parthicum. Kryzys i odbudowa państwa Arsakidów w pierwszej połowie pierwszego wieku po Chrystusie. Kraków: Towarzystwo Wydawnicze "Historia Iagellonica", 2013, s. 171–188, seria: Notos — Scripta Antiqua et Byzantina. ISBN 978-83-62261-63-5.
- Bogdan Składanek: Historia Persji. T. 1: Od czasów najdawniejszych do najazdu Arabów. Warszawa: Wydawnictwo Akademickie Dialog, 2004, s. 187–188. ISBN 83-88238-09-4.